# S Sagittae
Désignations
S Sagittae, appelée également par sa désignation de Flamsteed 10 Sagittae, est une étoile variable céphéide classique de la constellation de la Flèche qui varie entre les magnitudes 5,24 et 6,04 sur une période de 8,382 jours. Sa désignation d'étoile variable « S Sge » indique qu'elle fut la deuxième étoile variable découverte dans la constellation. L'astronome amateur irlandais John Ellard Gore fut le premier à observer sa variabilité en 1885, et Ralph Hamilton Curtiss découvrit sa vitesse radiale variable en 1903–04. Harlow Shapley observa en 1916 que son spectre et celui d'autres céphéides variait avec la luminosité, enregistrant un type spectral F0 avant le maximum, F4 au maximum, et G3 juste avant le minimum de luminosité.
S Sagittae est une supergéante jaune-blanc qui varie entre les types spectraux F6Ib et G5Ib. Elle est environ six ou sept fois plus massive et cinq mille fois plus lumineuse que le Soleil et est située à environ 2 000 années-lumière de la Terre. Son rayon vaut 58,5 fois celui du Soleil. Le rayon, la température, la luminosité et la couleur varient tous pendant que l'étoile pulse lors de sa période de huit jours. La période s'accroît lentement au cours du temps.
S Sagittae serait un système double ou triple avec une étoile compagne plus chaude de la séquence principale sur une orbite de 676 jours. La compagne, et son éventuel compagnon plus faible, sont seulement détectables à partir des variations de vitesse radiale dans les raies spectrales de la primaire céphéide et d'un excès d'ultraviolet. L'analyse du spectre indique une étoile de type spectral A7V à F0V, qui devrait être 1,5 à 1,7 fois plus massive que le Soleil. Cependant, la masse mesurée de la compagne est supérieure à 2,8 masses solaires, ce qui suggère fortement que cette compagne est elle-même une étoile binaire.